# Wahl zum CDU-Vorsitz 2022
Die Wahl zum CDU-Parteivorsitz 2022 wurde durch den Rücktritt des CDU-Vorsitzenden Armin Laschet notwendig. Erstmals wurde eine Befragung aller CDU-Parteimitglieder zum neuen Parteivorsitzenden durchgeführt. Die Befragung fand im November und Dezember 2021 statt. Die formelle Wahl erfolgte auf dem 34. CDU-Bundesparteitag im Januar 2022.

## Hintergrund
Von 2018 bis 2021 gab es mehrere Führungswechsel bei der CDU. Nachdem im Oktober 2018 zunächst die CSU bei der Landtagswahl in Bayern große Verluste hinnehmen musste und zwei Wochen später auch die CDU bei der Landtagswahl in Hessen zweistellig verlor, kündigte die langjährige CDU-Vorsitzende Angela Merkel an, beim kommenden Parteitag nicht mehr für das Amt der CDU-Vorsitzenden zu kandidieren. Um ihre Nachfolge als Parteivorsitzende kandidierten die CDU-Generalsekretärin Annegret Kramp-Karrenbauer, der ehemalige Bundestagsfraktionsvorsitzende Friedrich Merz und Bundesgesundheitsminister Jens Spahn. Zum ersten Mal seit 1971 gab es somit mehr als einen Kandidaten für dieses Amt und zum ersten Mal überhaupt mehr als zwei. Am 7. Dezember 2018 wählten die Delegierten des 31. Bundesparteitags der CDU Kramp-Karrenbauer im zweiten Wahlgang zur neuen Parteivorsitzenden.
Die CDU-Vorsitzende Annegret Kramp-Karrenbauer kündigte am 10. Februar 2020, unmittelbar während der Regierungskrise in Thüringen, die durch die Wahl des FDP-Politikers Thomas Kemmerich zum Ministerpräsidenten mit Stimmen von CDU und AfD ausgelöst worden war, ihren Rückzug vom Parteivorsitz an. Als Nachfolger bewarben sich NRW-Ministerpräsident Armin Laschet, erneut Friedrich Merz sowie der Außenpolitiker Norbert Röttgen. Die Wahl des neuen Parteivorsitzenden war ursprünglich für Ende April 2020 vorgesehen, musste aber wegen der Corona-Pandemie zweimal verschoben werden. Am 16. Januar 2021 wählte ein digitaler Parteitag Armin Laschet im zweiten Wahlgang zum neuen CDU-Bundesvorsitzenden. Da es sich um die erste digitale Personenwahl der deutschen Parteiengeschichte handelte, war eine formale Bestätigung per Briefwahl notwendig.
Nach starkem innerparteilichen Druck wegen des historisch schlechtesten Ergebnisses der CDU bei der Bundestagswahl 2021 gab Laschet am 7. Oktober 2021 bekannt, dass er den Parteivorsitz aufgeben wolle. Er blieb bis zur Besetzung der Nachfolge im Amt.
Wegen den zuletzt häufigen Wechseln im Parteivorsitz und dem Unmut der Parteibasis über die Verfahren zu den jüngsten Wahlen zum Parteivorsitz sowie der Bestimmung des Kanzlerkandidaten Laschet wurden Stimmen nach einer Mitgliederbeteiligung zur Klärung der Nachfolgefrage laut. Die SPD hatte bereits 2019 ihren Parteivorsitz mittels einer Mitgliederbefragung besetzt. In einer vom Parteivorstand einberufenen Kreisvorsitzendenkonferenz wurde ein deutliches Meinungsbild pro Mitgliederbefragung deutlich. Der Vorschlag, dass die Partei von einer Doppelspitze geführt werden solle, fand in den Parteigremien keinen Anklang. In der Folge beschloss der CDU-Bundesvorstand am 2. November 2021 das Prozedere der Mitgliederbeteiligung zur Besetzung des künftigen Parteivorsitzes.

## Verfahren
Für eine Kandidatur wurde die Unterstützung eines der Vorstände der Kreis-, Bezirks- und Landesverbände der CDU, der Vorstände der parteieigenen Bundesvereinigungen oder des Bundesvorstandes des Evangelischen Arbeitskreises der CDU/CSU benötigt. Innerhalb der Nominierungsphase vom 6. November bis zum 17. November 2021 wurden drei Bewerber nominiert. Im Anschluss daran stellten sie sich vom 18. November bis 2. Dezember den CDU-Mitgliedern vor, darunter in einer Fernsehdebatte am 1. Dezember.
Vom 4. bis zum 16. Dezember 2021 fand die Mitgliederbefragung online und per Briefwahl durch alle CDU-Mitglieder statt. Am 17. Dezember wurde das Ergebnis bekannt gegeben. Falls kein Wahlvorschlag eine absolute Mehrheit erreicht hätte, wäre zwischen 29. Dezember und 12. Januar 2022 eine Stichwahl zwischen den beiden bestplatzierten Bewerbern gefolgt.
Die formelle Wahl zum Parteivorsitz erfolgte auf dem 34. CDU-Bundesparteitag am 22. Januar 2022 mit anschließender Bestätigung per Briefwahl. Auf dem Parteitag erfolgte zudem die Neuwahl des kompletten CDU-Bundesvorstandes.

## Kandidaturen

### Kandidaten für den Parteivorsitz
Die Kandidaten nominierten jeweils Parteikollegen, die im Fall eines Wahlsiegs weitere Parteiämter übernehmen sollten.
| Foto | Name            | Verkündung        | Nominierende Parteigliederung                 | Team                                                                                       |
| ---- | --------------- | ----------------- | --------------------------------------------- | ------------------------------------------------------------------------------------------ |
|      | Helge Braun     | 12. November 2021 | Kreisverband Gießen                           | Generalsekretärin: Serap Güler Leitung der Programm- und Strukturentwicklung: Nadine Schön |
|      | Norbert Röttgen | 12. November 2021 | Kreisverband Rhein-Sieg                       | Generalsekretärin: Franziska Hoppermann                                                    |
|      | Friedrich Merz  | 15. November 2021 | Kreisverbände Hochsauerland und Mittelsachsen | Generalsekretär: Mario Czaja Stellvertretende Generalsekretärin: Christina Stumpp          |

Sabine Buder, CDU-Bundestagskandidatin für den Wahlkreis Märkisch-Oderland – Barnim II, erreichte nicht die notwendige Mehrheit zur Kandidatur in ihrem Kreisverband.

### Nicht angetretene CDU-Politiker
Einige Spitzenpolitiker der Partei wurden als mögliche Kandidaten für den Parteivorsitz gehandelt, schlossen aber eine Kandidatur aus:
- Jens Spahn[30], stellvertretender Parteivorsitzender der CDU und bis 2021 Bundesminister für Gesundheit
- Ralph Brinkhaus[31], Vorsitzender der CDU/CSU-Bundestagsfraktion
- Karin Prien[32], Ministerin für Bildung, Wissenschaft und Kultur in Schleswig-Holstein
- Carsten Linnemann[33], Vorsitzender der CDU/CSU-Mittelstandsunion
- Silvia Breher[34], stellvertretende Parteivorsitzende der CDU und Vorsitzende des Landesverbandes Oldenburg
- Serap Güler[34], ehem. Staatssekretärin für Integration in NRW
- Michael Kretschmer[35], Ministerpräsident von Sachsen und Landesvorsitzender von Sachsen
- Julia Klöckner[36], Bundesministerin für Landwirtschaft und stellvertretende Parteivorsitzende der CDU
- Daniel Günther[37], Ministerpräsident von Schleswig-Holstein

#### Stellvertreter und weitere Teammitglieder
Michael Kretschmer, Carsten Linnemann und Karin Prien bewarben sich als Partei-Vizes. Die beiden Erstgenannten sind Unterstützer von Friedrich Merz; Karin Prien bewarb sich unabhängig. Dennis Radtke, stellv. Vorsitzender des Arbeitnehmerflügels, berät Norbert Röttgen in Sozialfragen.

## Umfragen
Die folgende Tabelle zeigt die Umfragen unter Unionsanhängern. Der Umfragewert des in den Umfragen führenden Kandidaten ist hervorgehoben.
| Institut und Datum                     | Helge Braun | Norbert Röttgen | Friedrich Merz | Carsten Linnemann | Jens Spahn | Ralph Brinkhaus | keine Entscheidung |
| -------------------------------------- | ----------- | --------------- | -------------- | ----------------- | ---------- | --------------- | ------------------ |
| ARD-Deutschlandtrend am 28.10.2021     | -           | 25 %            | 36 %           | 9 %               | 14 %       | 6 %             | 10 %               |
| RTL Trendbarometer am 09.11.2021       | -           | 19 %            | 27 %           | 5 %               | 12 %       | 13 %            | 24 %               |
| Kantar für Focus am 19.11.2021         | 9 %         | 26 %            | 45 %           | -                 | -          | -               | 20 %               |
| ARD-Deutschlandtrend am 23./24.11.2021 | 14 %        | 20 %            | 48 %           | -                 | -          | -               | 18 %               |

## Ergebnisse

### Abstimmungsergebnisse
Die erste Abstimmungsrunde erfolgte vom 18. November bis 2. Dezember. Am 17. Dezember gab die CDU bekannt, dass bei einer Wahlbeteiligung von 66,02 Prozent Friedrich Merz im ersten Wahlgang die erforderliche absolute Mehrheit erhalten hat. Eine Stichwahl war daraufhin nicht notwendig.
| Friedrich Merz                                                              | 158.328     | 62,1 %  |
| Norbert Röttgen                                                             | 065.779     | 25,8 %  |
| Helge Braun                                                                 | 030.850     | 12,1 %  |
| Prozentwerte beziehen sich auf die Anzahl der abgegebenen gültigen Stimmen. |             |         |
| Stimmberechtigte Mitglieder                                                 | ca. 386.200 | 100,0 % |
| Abgegebene Stimmen                                                          | 254.957     | 66,0 %  |
| davon online                                                                | 132.638     | 52,0 %  |
| davon postalisch                                                            | 122.319     | 48,0 %  |

### Parteitagsergebnis
Auf dem digitalen CDU-Bundesparteitag folgte am 22. Januar 2022 eine Wahl, bei der Friedrich Merz mit 94,6 % der Stimmen ohne Gegenkandidaten gewählt wurde. Aus formal rechtlichen Gründen musste diese digitale Abstimmung durch eine Briefwahl bestätigt werden, bei der Merz 95,3 % der Stimmen erhielt.
| Friedrich Merz                                                                | 915   | 94,6 %  |
| Der Prozentwert bezieht sich auf die Anzahl der abgegebenen gültigen Stimmen. |       |         |
| Stimmberechtigte Delegierte                                                   | 1.001 | 100,0 % |
| Abgegebene Stimmen                                                            | 967   | 96,6 %  |